# Mobile Computing
Mobile Computing ist eine Art der Mensch-Maschine-Interaktion, bei der das verwendete Gerät während des Gebrauchs transportabel ist. Mobile Computing umfasst mobile Kommunikation, mobile Hard- und Software. Kommunikationsfragestellungen umfassen Ad-hoc- und Infrastrukturnetze sowie Kommunikationseigenschaften, Protokolle, Datenformate und konkrete Technologien. Hardware beinhaltet Mobilgeräte oder auch Gerätekomponenten. Mobile Software beschäftigt sich mit den Charakteristiken und Anforderungen mobiler Anwendungen.

## Definitionen
Mobile Computing ist eine Technologie, die es erlaubt, mittels eines Computers oder anderen kabellosen Gerätes, Daten, Stimmen oder Bilder zu übermitteln, ohne physisch angeschlossen sein zu müssen. Mobile Computing beinhaltet hauptsächlich mobile Kommunikation und mobile Hardware.

## Geräte
Einige der meist verbreitetsten Mobile Computing Geräte sind:
- Tragbare Computer, kompakte und leichtgewichtige Einheiten, welche eine vollständige Tastatur beinhalten und in erster Linie dazu dienen, Software zu verwenden, die parametriert werden kann, wie Laptops, Notebooks, Notepads usw.
- Mobiltelefone, die nur eine begrenzte Tastatur haben, in erster Linie zur Stimmkommunikation, aber nicht nur darauf beschränkt, wie Handys, Smartphones, Phablets etc.
- Smart Cards, die verschiedene Applikationen beinhalten können, in erster Linie gedacht als Zahlungsmittel, für Reisen oder als Sicherheitszugänge
- Wearable Computer, meist auf wenige Funktionstasten beschränkt, in erster Linie für Software-Agenten gedacht, wie bei Uhren, Armbändern, Halsketten, tastenlosen Implantaten etc.

Die Existenz dieser Klassen soll langanhaltend sein und sich gegenseitig im persönlichen Gebrauch ergänzen. Keine der Klassen soll eine andere in allen Merkmalen der Verwendung ersetzen.
Andere Arten von Mobile Computing Geräten, die seit den 1990er Jahren aufgetreten sind:
- Tragbarer Computer (eingestellt), ein einfacher Computer, der einfach von Ort zu Ort bewegt werden, aber nicht auf dem Weg verwendet werden kann. Dies liegt meist daran, dass er in irgendeiner Form aufgebaut werden muss und einen Stromanschluss benötigt. Das bekannteste Beispiel ist der Osborne 1. Tragbare Computer werden auch „transportable“ oder „luggable“ PC genannt.
- Personal Digital Assistant / Enterprise Digital Assistant (PDA) (eingestellt), ein kleiner Computer mit eingeschränkter Funktionalität. Er soll einen Desktop-PC ergänzen und sich damit synchronisieren, um Zugang zu Kontakten, Adressbüchern, Notizen, Emails und anderen Informationen zu erhalten.
- Ultra-Mobile PC (eingestellt), ein voll funktionsfähiger Computer von der Größe eines PDA, auf dem ein Allzweck-Betriebssystem läuft.
- Laptops vereinen die Komponenten, Ein- und Ausgabemöglichkeiten und Fähigkeiten eines Desktop-PCs inklusive Bildschirm, Lautsprechern, Keyboard und Zeigegerät in einer Einheit.
- Smartphones haben eine große Menge an Funktionen und bieten viele Möglichkeiten, weitere Anwendungen (Apps) darauf zu installieren.
- Roboter sind meist elektro-mechanische Maschinen, die von einem Computerprogramm gesteuert werden. Sie können von einer humanoiden Gestalt über medizinische Operationsroboter, Drohnen bis zu mikroskopisch kleinen Nano-Robotern variieren.
- Tabletcomputer haben keine Tastatur und sind wie eine Tafel oder ein Notizbuch geformt. Anstelle einer physischen Tastatur besitzen Tablets einen Touchscreen mit einer Art virtueller Tastatur, einem Eingabestift oder einer Software zur Handschrifterkennung. Tablets sind nicht unbedingt die beste Wahl für Applikationen, bei denen viel geschrieben werden soll, ansonsten können sie aber die meisten Aufgaben eines normalen Laptops erfüllen.
- Wearable Computer sind kleine elektronische Geräte, die vom Benutzer unter, mit oder über der Kleidung getragen werden können. Beispiele der heutigen Wearables sind Aktivitätstracker wie Fitbit oder Google Glasses.
- Carputer sind in allen Autos installiert. Sie arbeiten als kabellose Computer, Sound System, GPS und DVD-Player, beinhalten eine Sprachverarbeitung und sind kompatibel mit Bluetooth.[1]
- Pentop (eingestellt) ist ein Rechengerät in Form und Größe eines Stifts. Es funktioniert als Schreibgerät, MP3-Player, Sprachübersetzer, digitales Speichergerät und Taschenrechner.[2]
- Anwendungsspezifische Computer sind Computer, die auf eine Anwendung zugeschnitten sind.

Die Grenzen zwischen diesen Kategorien sind zum Teil sehr fließend.

## Einschränkungen
- Reichweite und Bandbreite: Mobiler Internetzugriff ist generell langsamer als direkte Kabelverbindungen. Verwendete Technologien sind hier GPRS, oder EDGE, aktuell auch HSDPA und HSUPA, 3G und LTE-Netzwerke, sowie das neue 5G-Netzwerk. Diese Netzwerke sind meist in Reichweite eines kommerziellen Mobilfunkturms zu erreichen. Kabellose Hochgeschwindigkeitsnetzwerke sind nicht teuer, haben allerdings nur eine sehr begrenzte Reichweite.
- Sicherheitsstandards: Wenn man von unterwegs aus arbeitet, ist man von öffentlichen Netzwerken abhängig, was die sorgfältige Verwendung einer VPN-Verbindung nötig macht. Sicherheit hat bezogen auf Mobile Computing Standards einen sehr hohen Stellenwert. Eine VPN-Verbindung kann sehr schnell über zahlreiche Netzwerke hinweg angegriffen werden.
- Stromverbrauch: Wenn keine Steckdose oder ein tragbarer Generator zur Verfügung steht, müssen mobile Geräte nur mit ihrer internen Batterie auskommen. Dies in Verbindung mit der kompakten Größe von mobilen Geräten bedeutet häufig die Verwendung von sehr teuren Batterien um die nötige hohe Batterielebensdauer zu erhalten.
- Übertragungsstörungen: Wetter, Gelände und die Reichweite des nächsten Signalpunktes können alle den Signalempfang beeinträchtigen. Der Empfang in Tunneln, einigen Gebäuden und ländlichen Gegenden ist oft sehr schlecht.
- Mögliche Gesundheitsrisiken: Menschen, die die mobilen Geräte während der Fahrt verwenden, sind häufig vom Fahren abgelenkt und sind somit möglicherweise häufiger in Verkehrsunfälle verwickelt. (Obwohl dies klar auf der Hand zu liegen scheint, gibt es trotzdem Diskussionen darüber, ob das Verbot der Verwendung von mobilen Geräten während der Fahrt tatsächlich die Zahl von Unfällen senken würde.[3][4]) Handys können außerdem sensible medizinische Geräte beeinflussen. Außerdem kam die Frage bezüglich der Auswirkungen von mobilen Strahlungen auf die Gesundheit auf.
- Schnittstelle des Menschen zum Gerät: Bildschirme und Tastaturen sind meist sehr klein, was sie schwierig zu verwenden macht. Alternative Eingabemethoden, wie Spracheingabe oder Handschriftenerkennung erfordern Übung.

## Computer in Fahrzeugen oder ganzen Fuhrparks
Viele Handels- oder Regierungsstreitkräfte verwenden robuste tragbare Computer innerhalb ihrer Fuhrparks. Dies benötigt eine feste Verbindung des Gerätes mit dem Fahrzeug für Fahrersicherheit, Gerätesicherheit und Ergonomie. Robuste Computer sind für starke Vibrationen in Verbindung mit großen Servicefahrzeugen und Geländefahrten sowie für die Bedingungen von dauerhaftem professionellem Gebrauch in notfallmedizinischen, Feuer- oder öffentlichen Sicherheitsangelegenheiten ausgelegt.
Andere Umstände, die die Funktion in Fahrzeugen beeinträchtigen können:
- Betriebstemperatur: Eine Fahrzeugkabine kann häufig Temperaturspannen von −29 °C bis 60 °C aufweisen. Die Computer müssen in der Lage sein, diese Temperaturen im laufenden Betrieb auszuhalten. Typische lüfterbasierte Kühlungssysteme haben eine Grenze von 35 °C bis 38 °C Umgebungstemperatur; und Temperaturen unterhalb des Gefrierpunkts benötigen Heizgeräte, um die Bauteile auf Betriebstemperatur zu bringen.
- Vibrationen: Vibrationen können die Lebensdauer von Computerbauteilen senken, vor allem bei Speichereinheiten wie HDDs.
- Sicht: Die Lesbarkeit von Standardbildschirmen kann in hellem Sonnenlicht sehr schwierig sein.
- Touchscreen: Benutzer von Touchscreens verwenden diese im Einsatz häufig, ohne dabei die Handschuhe auszuziehen.
- Batterien für hohe Temperaturen: Lithium-Ionen-Batterien sind empfindlich gegenüber hohen Temperaturen beim Aufladen. Ein Computer, der in einer solchen mobilen Umgebung eingesetzt werden soll, muss so konzipiert sein, dass er eine Ladefunktion für hohe Temperaturen besitzt und die Batterie nur zu 85 % oder weniger auflädt.
- Externe Antennen: Externe Antennenverbindungen gehen durch eine typische Fahrzeugkabine aus Metall hindurch, welche eine kabellose Verbindung blockieren würde. Außerdem kann dadurch eine passendere externe Kommunikations- und Navigationsausrüstung genutzt werden.

## Sicherheitsprobleme
Mobile Sicherheit gewinnt im Bereich des Mobile Computing immer mehr an Wichtigkeit. Es bedarf besonderer Aufmerksamkeit, da es sich um die Sicherheit von persönlichen Informationen, die nun auf dem Smartphone gespeichert wurden, handelt.
Immer mehr Nutzer und Unternehmen nutzen Smartphones als Kommunikationsmittel, aber auch als Werkzeug für Planung und Organisation von Arbeit und Privatleben. In Unternehmen verursachen diese Technologien tiefgreifende Änderungen der Organisation von Informationssystemen und damit sind sie zur Quelle neuer Risiken geworden. Smartphones speichern eine steigende Menge sensibler Informationen, deren Zugriff kontrolliert werden muss um die Privatsphäre der Benutzer und des geistigen Eigentums von Unternehmen zu wahren.
Alle Smartphones, wie auch Computer sind Ziele von Attacken. Diese Attacken nutzen Schwächen der Smartphones, die aus Kommunikationswegen wie SMS, MMS, WLAN-Netzwerken oder GSM kommen. Es gibt auch Attacken, welche Softwareschwächen vom Webbrowsern und Betriebssystemen ausnutzen. Außerdem gibt es auch Schadsoftware, welche auf dem schwachen Wissen des durchschnittlichen Benutzers basieren.
Verschiedene Gegenmaßnahmen wurden entwickelt und auf Smartphones angewandt, von verschiedenen Sicherheitsschichten innerhalb der Software bis hin zur Verbreitung von Informationen bei den Endbenutzern. Es gibt gute Möglichkeiten um alle Ebenen zu überwachen, vom Benutzerdesign über die Entwicklung des Betriebssystems, Softwareschichten und downloadbaren Apps.

## Mobile Datenkommunikation
Kabellose Datenverbindungen die beim Mobile Computing verwendet werden gibt es in drei verschiedenen Formen. Mobile Datenservices verwenden Technologien wie GSM, CDMA oder GPRS oder UMTS-Netzwerke wie W-CDMA, EDGE oder CDMA2000 oder aktuell 4G-Netzwerke wie LTE oder LTE-Advanced. Diese Netzwerke sind normalerweise innerhalb der Reichweite von kommerziellen Funktürmen erreichbar. Wi-Fi-Verbindungen bieten eine höhere Performanz und sind entweder über ein privates Netzwerk oder über öffentliche Hot Spots erreichbar. Sie haben normalerweise eine Reichweite von ungefähr 30 Metern in geschlossenen Räumen und bis zu 300 Metern im Freien. Satellitenverbindungen decken Gegenden ab, in denen mobile Netze oder Wi-Fi-Verbindungen nicht verfügbar sind und können überall dort aufgebaut werden, wo der Satellit anvisiert werden kann. Für Satelliten im geostationären Orbit bedeutet dies, eine ungestörte Sicht auf den südlichen Himmel zu haben. Einige Unternehmen verbinden Netze von mehreren mobilen Netzwerken oder verwenden eine Mischung aus mobilem Netz, Wi-Fi und Satellitenverbindung. Wenn eine Mischung von Netzwerken verwendet wird, kümmert sich ein mobiles VPN nicht nur um die Sicherheitsrisiken, sondern übernimmt auch den Login-Vorgang in die verschiedenen Netzwerke und hält die Verbindung der Anwendung aufrecht um Verbindungs- oder Datenverlusten während Netzwerkwechseln oder Versorgungslücken vorzubeugen.

## Mobile Computing als Studienfach
Mobile Computing hat sich an Hochschulen als Studienfach etabliert. Bachelor-Studiengänge Mobile Computing gibt es an folgenden Hochschulen:
- Technische Hochschule Bingen (seit 2012) Aufnahme Sommer und Wintersemester
- Hochschule Hof (seit 2013) Aufnahme Wintersemester
- Hochschule Schmalkalden (seit 2013) Aufnahme Wintersemester
- Fachhochschule Oberösterreich Campus Hagenberg (seit 2003) Aufnahme Wintersemester
- Hochschule Worms (Masterstudiengang Mobile Computing seit 2012)